# São João Baptista (Moura)
São João Baptista ist eine portugiesische Gemeinde (Freguesia) im Kreis Moura im Distrikt (Beja), mit einer Fläche von 93,3 km² und 4069 Einwohner (Stand 30. Juni 2011). Dies ergibt eine Einwohnerdichte von 43,6 Einwohnern/km².